# Giovanni Battista Parodi
Giovanni Battista Parodi (Genova, 1674 – Milano, 1730) è stato un pittore italiano.

## Biografia
Giovanni Battista Parodi apparteneva a una famiglia di artisti italiani. Suo padre era lo scultore e intagliatore del legno Filippo Parodi (1630–1702). Suo fratello era Domenico Parodi (1672–1742), pittore, scultore e architetto. Fu allievo di Sebastiano Bombelli, e si trasferì a studiare sia a Venezia che a Roma per poi stabilirsi tra Bergamo e Milano dove eseguì i suoi maggiori lavori.
A Genova i suoi affreschi sono visibili nella chiesa di Santa Maria Maddalena ma trascorse gran parte della sua carriera a Milano e Bergamo. Dipinse soffitti di chiese a Milano, contribuì alla decorazione di chiese a Bergamo e contribuì alla decorazione di Palazzo Mazzoleni a Bibbiena. A Roma, la sua unica importante commissione pubblica fu l'affresco del soffitto di San Pietro in Vincoli nel 1706 e dei medaglioni della volta (1706 circa) a Santa Maria dell'Orto. Nella Chiesa di Sant'Alessandro della Croce si conserva la tela San Carlo comunica gli appestati del 1722.